# ジジェル県
ジジェル県（アラビア語: ولاية جيجل Jijel、ベルベル語: ⵉⵖⵉⵍ ⴳⵉⵍⵉ）は、アルジェリア東部の地中海岸にある県（ウィラーヤ）。県都はジジェル（ベルベル名：イギルギリ）。タザ国立公園がある。

## 隣接する県
- スキクダ県
- ミラ県
- セティフ県
- ベジャイア県

## 下位行政区画
11の地区（ダイラ）と28の基礎自治体からなる。